# Келей
Келей (грец. Κελεός) — елевсінський володар, який гостинно прийняв у своєму домі Деметру, коли вона шукала Персефону; мав чотири доньки й синів Триптолема та Демофонта. Мав брата Дісавла.